# Antonio Salutini
Antonio Salutini, né le 17 octobre 1947 à Livourne, est un coureur cycliste et directeur sportif italien. Professionnel de 1970 à 1978, il a notamment terminé deuxième du Tour de Romandie en 1971.

## Biographie
Devenu professionnel en Filotex, son premier résultat significatif est la deuxième place de la quatrième étape du Tour de Suisse 1970, derrière par son coéquipier Arnaldo Caverzasi. L'année suivante, il termine deuxième du classement général du Tour de Romandie derrière Gianni Motta.
Il occupe durant sa carrière un rôle d'équipier pour son leader Franco Bitossi. Il a également obtenu plus plusieurs places d'honneur sur les courses d'un jour italiennes, mais n'a jamais réussi à obtenir de victoires parmi les professionnels.
Après sa retraite, il est resté dans le milieu du cyclisme d'abord en tant que masseur, puis en tant qu'assistant de Luciano Pezzi et d'Alfredo Martini et enfin, à partir de 1991 en tant que directeur sportif dans de nombreuses équipes cyclistes italiennes. Il a notamment dirigé Silvio Martinello, Francesco Casagrande, Michele Bartoli, Massimiliano Lelli, Dario Frigo, Roberto Petito, Gian Matteo Fagnini, Eddy Mazzoleni, Salvatore Commesso, Ivan Gotti, Mario Cipollini, Filippo Simeoni, Paolo Savoldelli, Michele Scarponi, Valerio Agnoli, Alexander Kolobnev et Cadel Evans.

## Palmarès sur route

### Par années
- 1968
  - Giro delle Due Province
- 1969
  - 3e de la Coppa Pietro Linari
  - 3e de Bologna-Passo della Raticosa
- 1971
  - 2e du Tour de Romandie
- 1973
  - 3e du Tour d'Ombrie

### Résultats sur les grands tours

#### Tour d'Italie
3 participations
- 1971 : abandon
- 1974 : abandon
- 1977 : 67e